# Jason Hughes
Jason Hughes (* 1971 Porthcawl, Wales) je britský herec, Velšan, známý z role advokáta Warrena Jonese v televizním seriálu BBC This Life (1996–1997, 2007) a jako detektiv seržant Ben Jones ze seriálu Vraždy v Midsomeru (2005–2013).

## Život
Hughes byl vychováván v Porthcawlu ve Walesu. Byl členem Národního divadla mládeže v Cardiffu, kde se v roce 1987 spřátelil s hereckým kolegou Michaelem Sheenem. Ve studiu dramatu pokračoval na Londýnské akademii hudby a dramatického umění. S Michaelem Sheenem a hercem Hywelem Simonsem sdílel dům.

### Rodina
Hughesovým dědečkem z matčiny strany byl Raldo Carpinini, syn italského přistěhovalce do Walesu z italského Bardi. Usadil se v oblasti Ammanford v Carmarthenshire a nakonec se přidal k policii a přestěhoval se do Porthcawlu.
Hughes má dvě nevlastní sestry, Kayleigh a Rhian. Hughesovou manželkou je herečka a návrhářka šperků Natasha Dahlbergová. Společně mají tři děti – Molly, Maxe a Caryse.